# 웨이크섬 회담

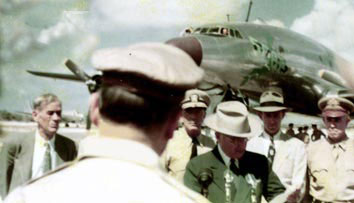
왼쪽부터: 해리 S. 트루먼 대통령이 웨이크섬 회담 후 더글러스 맥아더 장군에게 훈장 표창을 읽어주고 있다. 뒤편에는 왼쪽부터 언론 비서 찰스 로스, 태평양 사령관 아서 래드퍼드 제독, 육군 장관 프랭크 페이스, 합동참모본부 의장 오마 브래들리 장군이 서 있다(1950년 10월 15일)

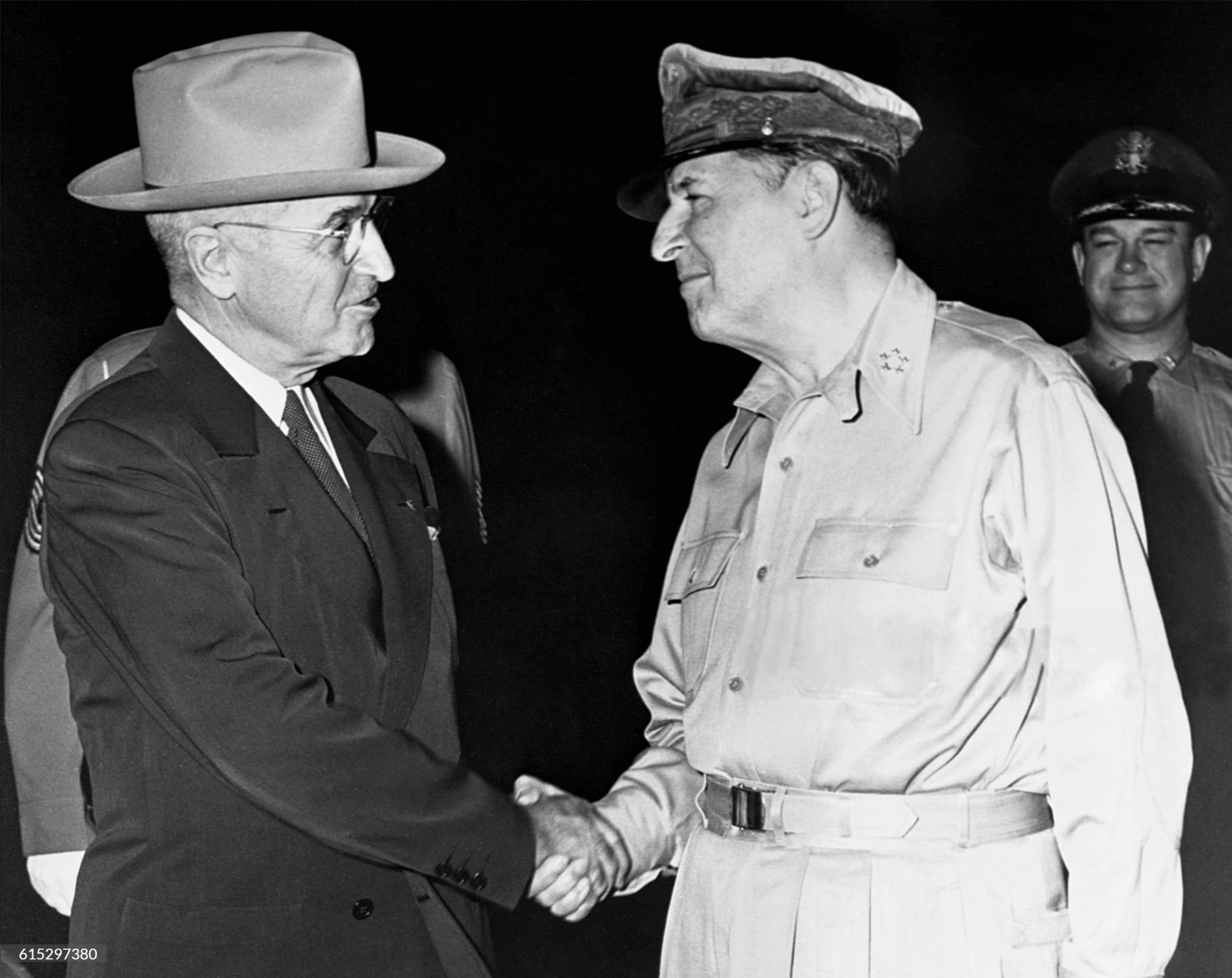
맥아더 육군 원수가 회담에서 트루먼 대통령을 맞이하고 있다.

1950년 10월 15일, 미국의 해리 S. 트루먼 대통령과 더글러스 맥아더 장군은 웨이크섬에서 만나 6.25 전쟁의 진행 상황에 대해 협의했다. 트루먼은 "맥아더 장군이 현지 부대에서 너무 오래 떨어져 있지 않도록" 웨이크섬에서 맥아더를 만나기로 결정했다. 이 회담은 트루먼과 맥아더가 직접 만난 유일한 순간이었다.
회담 중 트루먼은 맥아더에게 다섯 번째이자 마지막 육군 공로 훈장을 수여했다. 육군 공로 훈장을 다섯 번이나 받은 기록은 드와이트 D. 아이젠하워만이 유일하게 동등하게 달성했다.
트루먼과 맥아더는 회담에서 비공개로 만났으므로, 그들의 대화 기록은 없다. 두 사람 사이의 적대감은 현재 잘 알려져 있지만, 회담이 그들의 관계에 어떤 영향을 미쳤는지는 알려져 있지 않다.
1950년 10월 30일, 맥아더는 트루먼에게 다음과 같이 썼다.
나는 웨이크섬 회담을 통해 더 나은 상호 이해와 의견 교환을 통해 국가의 이익이 잘 보존되었다는 분명한 만족감을 가지고 떠났습니다. 나는 그것이 (어떤 이유에서든, 그 어느 것도 가치 없는) 우리 사이의 이해를 침해하려는 자들의 미래의 노력에 대한 강력한 방어를 구축하는 결과로 이어지기를 바랍니다.
웨이크섬에서 트루먼과 맥아더 사이에 달성된 이해에도 불구하고 그들의 합의는 오래가지 못했다. 그들은 한국 정책에 대해 빠르게 서로 불일치로 회귀했고, 결국 트루먼의 맥아더 해임으로 이어졌다.

## 같이 보기
- 더글러스 맥아더의 해임